# Equação hiperbólica em derivadas parciais
Uma equação hiperbólica em derivadas parciais de segunda ordem é uma equação diferencial parcial do tipo
{\displaystyle Au_{xx}+2Bu_{xy}+C{u}_{yy}+Du_{x}+Eu_{y}+F=0\quad }
na qual a matriz {\displaystyle Z={\begin{bmatrix}A&B\\B&C\end{bmatrix}}} é negativa definida.

## Definição
A equação diferencial parcial é hiperbólica em um ponto P desde que o problema de Cauchy da condição de fronteira seja unicamente solúvel numa vizinhança de P para quaisquer dados iniciais numa hipersuperfície não-característica passando por P. Aqui os dados iniciais prescritos consistem de todas as derivadas (transversais) da função na superfície até uma ordem a menos do que a ordem da equação diferencial.
Um exemplo de uma equação diferencial parcial hiperbólica é a equação da onda:
{\displaystyle {\frac {\partial ^{2}\mathbf {u} }{\partial t^{2}}}-{\frac {1}{v_{x}^{2}}}{\frac {\partial ^{2}\mathbf {u} }{\partial x^{2}}}-{\frac {1}{v_{y}^{2}}}{\frac {\partial ^{2}\mathbf {u} }{\partial y^{2}}}-{\frac {1}{v_{z}^{2}}}{\frac {\partial ^{2}\mathbf {u} }{\partial z^{2}}}=0}